# 朔州 (西魏)
朔州，是南北朝的州。
西魏文帝大统十一年（545年）置朔州，治所在今甘肃省庆阳市。辖境相当今甘肃省环江中上游地区。北周武帝保定元年（561年）改为周武防，隋文帝开皇三年（583年）改为合川镇。开皇十六年（596年）置庆州，隋炀帝大业三年（607年）改庆州为弘化郡。